# Campionato francese di rugby a 15 1919-1920
Il Campionato francese di rugby a 15 1919-1920  fu il primo organizzato dopo la prima guerra mondiale e l'ultimo organizzato dall'Union des sociétés françaises de sports athlétiques (USFSA).
Il Stadoceste tarbais  fu campione di Francia dopo aver battuto il Racing club de France in finale.

## Gruppi di semifinale
Lo Stadoceste tarbais (vincitore della Coupe de l'Espérance 1919)  superò lo Stade bordelais 9 a 5 (a Bordeaux) e l'US Perpignan (campione di Francia 1914) 16 a 8 (a Narbonne) dopo un primo pareggio 3 a 3 a Tarbes.
Nell'altro gruppo il Racing club de France (vincitore della Coupe de l'Espérance 1918) superò l'US Dax 13 a 3 (a Colombes) e lo Stade toulousain (vincitore della Coupe de l'Espérance 1916) 8 a 7 (a Tolosa).
A Dax, Toulosa e Dax pareggiarono 3 a 3.

## Finale
| Arbitro: | Octave Léry |

| |            |                                         |
| mete: E.Cayrefourcq 2 trasf.: Gallay | Marcatori  | mete: Thierry                           |
| André Casnabet, Edmond Cayrefourcq, Ferdinand Cayrefourcq, Edmond Nicoleau, Maurice-Henri Jeangrand, Noël Ricarte, Marcel Clément, Jean Larrieu, Paul Gallay, Jean Boubée, Aimé Cassayet, Alphonse Rouch, Jean Nicolaï, Louis Hernandez, Xavier Prat | Formazioni | André Chilo, Georges Yvan « Géo » André |

## Altre competizioni
Il 9 maggio 1920, a Colombes, la Haute-Normandie ha conquistato la Coupe Revolle (torneo tra comitati regionali) battendo in finale il Littoral 10 a 0.
Nel campionato di Francia di seconda serie, l'Association Sportive Bayonnaise superò Lo Stade français 6 a 0 (dopo un primio pareggio 0 a 0 il 25 aprile a la Faisanderie)
L'Aviron bayonnais divenne campione di Francia delle "squadre riserve" battendo in finale le Stadoceste tarbais 9 a 6
In 4ª serie il SC Graulhet fu campione battendo il Podensac 3 a 0